# Economía de gama
Una economía de gama es similar en concepto a una economía de escala. Mientras una economía de escala se refiere principalmente a la eficiencia asociada con cambios en el lado de la oferta, tales como incrementar o decrementar la escala de producción de un único tipo de producto, las economías de gama se refieren a la eficiencia asociada principalmente con cambios en el lado de la demanda, tales como el incremento o disminución del alcance del marketing y la distribución de diferentes tipos de productos. Las economías de gama son una de las razones principales para estrategias de marketing tales como paquetes de servicios, líneas de productos y marcas de familia.
Panzar y Willig acuñaron el término "economies of scope" (economía de gama) en 1975 en su artículo "Economies of Scale and Economies of Scope in Multi-Output Production." ("Economías de escala y economías de gama en la producción de múltiples bienes.")
Comúnmente, al incrementar el número de productos promovidos y usar los medios masivos de comunicación, se llega a más gente con cada dólar invertido. Este es un ejemplo de economía de gama. Sin embargo, este incremento no es constante. En algún momento, los gastos adicionales en publicidad para nuevos productos empieza a ser menos efectiva (un ejemplo de deseconomías de gama).
Si una fuerza de ventas está vendiendo varios productos, usualmente resulta más eficiente que si solo vende un producto. El costo de su tiempo de viaje se distribuye sobre una base mayor de ganancias, así que su eficiencia de costos se incrementa. Incluso pueden crearse sinergias entre productos, de forma que será más fácil que un consumidor encuentre su demanda satisfecha por dicha combinación de productos que por un único producto. Las economías de gama pueden además operar a través de la eficiencia en la distribución. Es más eficiente enviar una gama diversa de productos a un lugar, que embarcar un único tipo de producto a ese lugar.
También se presentan economías de gama cuando se consigue un ahorro de costes al otorgarle utilidades extras a los subproductos en el proceso de producción, por ejemplo, la obtención de aceite mineral y asfalto al refinar el petróleo para producir gasolina.
Una compañía que vende varias líneas de productos, vende el mismo producto en muchos países, o vende varias líneas de producto en varios países se beneficiará de la reducción de sus niveles de riesgo como resultado de sus economías de gama. Si una de sus líneas de producto queda obsoleta o un país donde comercia su producto cae en recesión económica, es muy probable que la compañía sea capaz de continuar sus operaciones comerciales.
No todos los economistas consideran importantes las economías de gama. Algunos argumentan que solo son aplicables a ciertas industrias, y aún en estas, muy rara vez.

## Monopolios naturales
Mientras en el caso de una única salida de producto, las economías de escala son una condición suficiente para verificar la existencia de un monopolio natural, en el caso de salida de productos múltiples, estas no son ni necesarias ni suficientes. Sin embargo, las economías de gama son una condición necesaria.
De forma simplificada se considera que existe un monopolio natural cuando en una industria existen tanto economía de escala como economía de gama.